# Gagince
Gagince (en serbe cyrillique : Гагинце) est un village de Serbie situé sur le territoire de la Ville de Leskovac, district de Jablanica. Au recensement de 2011, il comptait 87 habitants.
Gagince est situé sur les bords de la rivière Veternica et non loin de la Jablanica.

## Démographie
| 1948 | 1953 | 1961 | 1971 | 1981 | 1991 | 2002 | 2011 |
| ---- | ---- | ---- | ---- | ---- | ---- | ---- | ---- |
| 484  | 537  | 500  | 380  | 310  | 202  | 132  | 87   |

|  |